# Nantes Atlantique Handball
Nantes Atlantique Handball ist ein französischer Frauen-Handballclub, dessen erste Mannschaft in der höchsten französischen Liga spielt. Seit Juni 2021 tritt der Verein als les Neptunes de Nantes an. Insgesamt treten neun Mannschaften an.

## Geschichte
Der Verein wurde im Jahr 1998 unter dem Namen Nantes Loire Atlantique Handball als Ersatz für den sich vom Profihandball zurückziehenden ASPTT Nantes gegründet, um die Aktivitäten im Frauenhandball in der Region Pays de la Loire zu bündeln. Im Jahr 2018 nahm der Verein den Namen Nantes Atlantique Handball an. Seit 2020 wird der Spielbetrieb in der Rechtsform einer Société par actions simplifiée geführt. Seit Juni 2021 tritt der Verein als les Neptunes de Nantes an. Ab 2022 soll der Spielbetrieb in die Struktur von Volley-Ball Nantes eingegliedert werden. Nach dem Rückzug des Hauptsponsors der Handballmannschaft im Sommer 2024 musste die Profimannschaft Insolvenz anmelden. Infolgedessen verlor les Neptunes de Nantes seinen Startplatz in der höchsten französischen Spielklasse.

### Erfolge der ersten Mannschaft
Im Jahr 2003 stieg die erste Mannschaft des Vereins erstmals aus der Nationale 1 (N1) in die zweite Liga (Division 2, D2) auf. 2005 folgte allerdings der Abstieg in die dritte Liga (N1), aus der der Verein 2011 wieder in die D2 aufstieg. 2013 gelang der Gewinn der Meisterschaft in der zweiten Liga, seitdem spielt der Verein in der ersten französischen Liga, der Division 1.
- 2002/03, 2010/11: Aufstieg in die D2
- 2012/13: Aufstieg in die LFH
- 2014/15: erstmalige Qualifikation zum EHF-Pokal (Wildcard)
- 2019/20: erstmalige Qualifikation zur EHF European League
- 2020/21: Teilnahme am französischen Pokalfinale, Gewinn der EHF European League der Frauen 2020/21